# Prędkość początkowa
Prędkość początkowa – umowna prędkość ruchu postępowego pocisku w momencie jego wylotu z przewodu lufy. Z uwagi na to, że lufa w tym momencie może się również poruszać (siła odrzutu), prędkość wylotowa mierzona jest względem lufy. Wartość prędkości wylotowej jest jedną z podstawowych charakterystyk balistycznych broni palnej, jej wartość jest o ok. 1-2% większa od rzeczywistej prędkości, jaką pocisk osiąga w chwili wylotu z lufy, tzw. prędkości wylotowej pocisku. Waha się w szerokich granicach we współczesnej broni palnej:
- dla pistoletów i rewolwerów wynosi ona 200-400 m/s;
- dla karabinów i karabinków 800-1000 m/s;
- dla armat przeciwpancernych do ok. 1800 m/s[2].

Obliczanie prędkości wylotowej należy do głównego zadania balistyki wewnętrznej. Wyznacza się ją mierząc średnią prędkość pocisku na torze lotu poza strefą powylotowego oddziaływania gazów, a następnie ekstrapolując tę wartość metodami balistyki zewnętrznej do wylotu lufy.

## Literatura dodatkowa
- Stanisław Torecki: 1000 Słów o broni i balistyce. Warszawa: Wydawnictwo Ministerstwa Obrony Narodowej, 1982. ISBN 83-11-06699-X. Brak numerów stron w książce